# USS Shea (DM-30)
O USS Shea (DM-30) foi um Destroyer norte-americano, classe Robert H. Smith que serviu durante a Segunda Guerra Mundial.

## Comandantes
| Comandante                       | Data                       |
| -------------------------------- | -------------------------- |
| Cdr. Charles Cochran Kirkpatrick | 30 de Setembro de 1944 -?? |